# Saharefo
Saharefo est une commune rurale malgache située dans la région de Fitovinany. 99,7 % de la population sont des agriculteurs.